# Prokhladnensky (huyện)
Huyện Prokhladnensky (tiếng Nga: ? райо́н) là một huyện hành chính tự quản (raion), của Kabardin-Balkar, Nga. Huyện có diện tích 1349 km², dân số thời điểm ngày 1 tháng 1 năm 2000 là 46200 người. Trung tâm của huyện đóng ở Prokhladniy.